# Тихоокеанское сообщество
Тихоокеанское сообщество (англ. Pacific Community; фр. Communauté du Pacifique) — региональная межправительственная организация, членами которой являются 22 государства и территории Океании, а также 4 страны-инициатора (Австралия, Новая Зеландия, США, Франция). Основной целью ТС является развитие технического, профессионального, научного, исследовательского и управленческого потенциала народов Тихого океана и обеспечение их информацией и консультативной помощью с целью выработки согласованных решений в вопросах их будущего развития и благополучия. Штаб-квартира организации находится в городе Нумеа, административном центре Новой Каледонии.

## История
Тихоокеанское сообщество было создано в 1947 году под названием Южнотихоокеанская комиссия (англ. South Pacific Commission) 6 странами, имеющими свои интересы в этом регионе: Австралией, Великобританией, Нидерландами, Новой Зеландией, США, Францией. В ноябре 2015 года было утверждено современное название — Тихоокеанское сообщество.
Учредительным документом СПС является Канберрский договор.

## Члены организации
По причине снижения заинтересованности тихоокеанскими островами или желания обеспечить помощь южнотихоокеанским странам в других сферах два государства-инициатора ТС покинули организацию: Великобритания (1995—1998 и 2005) и Нидерланды (1962 год).
До 1969 года в СПС были представлены интересы Нидерландской Ост-Индии (ныне Ириан-Джая), но после аннексии её территории Индонезией эта территория больше не является членом организации.
| Страны-основатели                 | Страны-основатели           | Страны-основатели    | Страны-основатели |
| --------------------------------- | --------------------------- | -------------------- | ----------------- |
| Австралия                         | Франция                     | Новая Зеландия       | США               |
| Тихоокеанские страны и территории |                             |                      |                   |
| Американское Самоа                | Маршалловы Острова          | Палау                | Токелау           |
| Острова Кука                      | Микронезия                  | Папуа — Новая Гвинея | Тувалу            |
| Фиджи                             | Науру                       | Острова Питкэрн      | Вануату           |
| Французская Полинезия             | Новая Каледония             | Соломоновы Острова   | Уоллис и Футуна   |
| Гуам                              | Ниуэ                        | Самоа                |                   |
| Кирибати                          | Северные Марианские Острова | Тонга                |                   |

## Функции
С самого начала создания организации функции СПС были значительно ограничены. Австралийское и новозеландское приглашение США, Франции, Нидерландам и Великобритании принять участие в конференции Южнотихоокеанской комиссии в 1947 году включало официальное заявление о том, что комиссия должна пренебречь любым обсуждением политических вопросов, включая вопросы обороны и безопасности. Эти ограничения (особенно по вопросам испытания ядерного оружия в Тихом океане) привели к созданию Южнотихоокеанского форума.
СПС — самая крупная организации в Совете по региональным организациям в Тихом океане (англ. Council of Regional Organisations in the Pacific) — консультативном органе, возглавляемом Секретариатом Форума тихоокеанских островов.